# Cuts Like a Knife
Cuts Like a Knife er Bryan Adams tredje studiealbum, der blev udgivet den 18. januar 1983. Albummet blev produceret af Adams og Bob Clearmountain.

## Spornummer
| Nr.           | Titel                                                | Længde |
| ------------- | ---------------------------------------------------- | ------ |
| 1.            | "The Only One (Bryan Adams, Jim Vallance)"           | 3:14   |
| 2.            | "Take Me Back (Adams, Vallance)"                     | 4:49   |
| 3.            | "This Time (Adams, Vallance)"                        | 3:18   |
| 4.            | "Straight from the Heart (Adams, Eric Kagna)"        | 3:30   |
| 5.            | "Cuts Like a Knife (Adams, Vallance)"                | 5:16   |
| 6.            | "I'm Ready (Adams, Vallance)"                        | 3:58   |
| 7.            | "What's It Gonna Be (Adams, Vallance)"               | 3:39   |
| 8.            | "Don't Leave Me Lonely (Adams, Vallance, Eric Carr)" | 3:09   |
| 9.            | "Let Him Know (Adams, Vallance)"                     | 2:56   |
| 10.           | "The Best Was Yet to Come (Adams, Vallance)"         | 3:03   |
| Total længde: | Total længde:                                        | 36:52  |